# Tirreno-Adriatico 1976
La Tirreno-Adriatico 1976, undicesima edizione della corsa, si svolse dal 12 al 16 marzo 1976 su un percorso di 882 km, suddiviso su 5 tappe (l'ultima suddivisa su 2 semitappe). La vittoria fu appannaggio del belga Roger De Vlaeminck, che completò il percorso in 23h39'13", precedendo il connazionale Eddy Merckx e l'italiano Gianbattista Baronchelli.

## Tappe
| Tappa  | Data     | Percorso                                            | km  | Vincitore di tappa | Leader cl. generale |
| ------ | -------- | --------------------------------------------------- | --- | ------------------ | ------------------- |
| 1ª     | 12 marzo | Santa Marinella > Fiuggi                            | 197 | Giuseppe Perletto  | Giuseppe Perletto   |
| 2ª     | 13 marzo | Ferentino > Monte Livata                            | 155 | Eddy Merckx        | Eddy Merckx         |
| 3ª     | 14 marzo | Subiaco > Tortoreto Lido                            | 247 | Roger De Vlaeminck | Roger De Vlaeminck  |
| 4ª     | 15 marzo | Tortoreto > Civitanova Marche                       | 184 | Roger De Vlaeminck | Roger De Vlaeminck  |
| 5ª-1   | 16 marzo | San Benedetto del Tronto > San Benedetto del Tronto | 81  | Rik Van Linden     | Roger De Vlaeminck  |
| 5ª-2   | 16 marzo | San Benedetto del Tronto (cron. individuale)        | 18  | Roger De Vlaeminck | Roger De Vlaeminck  |
| Totale | Totale   | Totale                                              | 882 |                    |                     |

## Dettagli delle tappe

### 1ª tappa
- 12 marzo: Santa Marinella > Fiuggi – 197 km

Risultati
| Pos. | Corridore         | Squadra           | Tempo |
| ---- | ----------------- | ----------------- | ----- |
| 1    | Giuseppe Perletto | Magniflex-Torpado | ?     |

| Pos. | Corridore         | Squadra           | Tempo |
| ---- | ----------------- | ----------------- | ----- |
| 1    | Giuseppe Perletto | Magniflex-Torpado |       |

### 2ª tappa
- 13 marzo: Ferentino > Monte Livata – 155 km

Risultati
| Pos. | Corridore   | Squadra            | Tempo |
| ---- | ----------- | ------------------ | ----- |
| 1    | Eddy Merckx | Molteni-Campagnolo | ?     |

| Pos. | Corridore   | Squadra            | Tempo |
| ---- | ----------- | ------------------ | ----- |
| 1    | Eddy Merckx | Molteni-Campagnolo |       |

### 3ª tappa
- 14 marzo: Subiaco > Tortoreto Lido – 247 km

Risultati
| Pos. | Corridore          | Squadra  | Tempo |
| ---- | ------------------ | -------- | ----- |
| 1    | Roger De Vlaeminck | Brooklyn | ?     |

| Pos. | Corridore          | Squadra  | Tempo |
| ---- | ------------------ | -------- | ----- |
| 1    | Roger De Vlaeminck | Brooklyn |       |

### 4ª tappa
- 15 marzo: Tortoreto > Civitanova Marche – 184 km

Risultati
| Pos. | Corridore          | Squadra            | Tempo    |
| ---- | ------------------ | ------------------ | -------- |
| 1    | Roger De Vlaeminck | Brooklyn           | 4h53'28" |
| 2    | Walter Planckaert  | Maes Pils          | s.t.     |
| 3    | Rik Van Linden     | Bianchi-Campagnolo | s.t.     |

| Pos. | Corridore                | Squadra            | Tempo     |
| ---- | ------------------------ | ------------------ | --------- |
| 1    | Roger De Vlaeminck       | Brooklyn           | 21h27'38" |
| 2    | Eddy Merckx              | Molteni-Campagnolo | a 14"     |
| 3    | Gianbattista Baronchelli | Scic-Bottecchia    | a 44"     |

### 5ª tappa, 1ª semitappa
- 16 marzo: San Benedetto del Tronto > San Benedetto del Tronto - 81 km

Risultati
| Pos. | Corridore      | Squadra            | Tempo |
| ---- | -------------- | ------------------ | ----- |
| 1    | Rik Van Linden | Bianchi-Campagnolo | ?     |

| Pos. | Corridore          | Squadra  | Tempo |
| ---- | ------------------ | -------- | ----- |
| 1    | Roger De Vlaeminck | Brooklyn |       |

### 5ª tappa, 2ª semitappa
- 16 marzo: San Benedetto del Tronto - (Cron. individuale) - 18 km

Risultati
| Pos. | Corridore          | Squadra  | Tempo |
| ---- | ------------------ | -------- | ----- |
| 1    | Roger De Vlaeminck | Brooklyn | ?     |

| Pos. | Corridore                | Squadra            | Tempo     |
| ---- | ------------------------ | ------------------ | --------- |
| 1    | Roger De Vlaeminck       | Brooklyn           | 23h39'13" |
| 2    | Eddy Merckx              | Molteni-Campagnolo | a 53"     |
| 3    | Gianbattista Baronchelli | Scic-Bottecchia    | a 1'36"   |

## Classifiche finali

### Classifica generale - Maglia azzurra
| Pos. | Corridore                | Squadra            | Tempo     |
| ---- | ------------------------ | ------------------ | --------- |
| 1    | Roger De Vlaeminck       | Brooklyn           | 23h39'13" |
| 2    | Eddy Merckx              | Molteni-Campagnolo | a 53"     |
| 3    | Gianbattista Baronchelli | Scic-Bottecchia    | a 1'36"   |
| 4    | Francesco Moser          | Sanson-Benotto     | a 1'53"   |
| 5    | Giancarlo Bellini        | Brooklyn           | a 2'05"   |
| 6    | Wladimiro Panizza        | Scic-Bottecchia    | a 2'43"   |
| 7    | Felice Gimondi           | Bianchi-Campagnolo | a 3'01"   |
| 8    | Roberto Poggiali         | Sanson-Benotto     | a 3'26"   |
| 9    | Franco Bitossi           | Zonca-Santini      | a 3'27"   |
| 10   | Giuseppe Perletto        | Magniflex-Torpado  | a 3'46"   |